# Johanna Adriana Ader-Appels
Johanna Adriana Ader-Appels (Driebergen, 9 mei 1906 - Nieuw-Beerta, 31 juli 1994) was een Nederlandse evangeliste/predikante en verzetsstrijdster tijdens de Tweede Wereldoorlog.

## Leven en werk
Johanna Appels werd in 1906 te Driebergen geboren als dochter van de timmerman Dirk Appels en de vroedvrouw Johanna Adriana van Stam. Zij trouwde in 1935 met Bastiaan Jan Ader. Haar man werd in 1938 Nederlands-hervormd predikant in de kerkelijke gemeente Nieuw-Beerta. Tijdens de Tweede Wereldoorlog namen beiden deel aan het verzet. Hun pastorie werd een centrum voor hulp aan Joden, onderduikers en piloten. Zij namen zelf veel Joodse onderduikers in huis en verzorgden het onderduiken van vele anderen en regelden de distributie van bonkaarten.
Haar man werd in 1944 opgepakt en gefusilleerd, maar zij zette het verzetswerk voort. Na de oorlog werd ze evangeliste in de omgeving van Nieuw-Beerta en schreef ze Een Groninger pastorie in de storm (1947), een boek over haar belevenissen tijdens de oorlog, dat in het Duits, Fins en Engels werd vertaald. In Drieborg werd in 1950 een oecumenisch gemeenschapshuis gesticht met gelden van het door haar gestarte Ds. Aderfonds. Dit fonds en het centrum waren deels bedoeld om gesprekken tussen Nederlanders en Duitsers mogelijk te maken na de verschrikkingen van de bezettingsjaren. Het fonds kreeg inkomsten door het boek dat ze had geschreven.
Ader-Appels werd onderscheiden met het Verzetsherdenkingskruis en was Ridder in de Orde van Oranje-Nassau. Ook kreeg ze in 1967 de onderscheiding (nr.423) voor Rechtvaardige onder de Volkeren van het Israëlische herdenkingscentrum Yad Vashem. Ze overleed op 88-jarige leeftijd en werd begraven op de begraafplaats achter hun kerk in Nieuw-Beerta. Een van haar kinderen was de kunstenaar Bas Jan Ader (1942-1975).